# Phorum
Phorum est un système de forum Internet libre distribué sous licence Phorum Licence 2, un dérivé de licence BSD.

## Historique
En avril 1998, Brian Moon développa trois scripts pour le fonctionnement du site Internet de vente deal-mac.com. Après 30 jours de test, le code était prêt pour la mise en production. Il fut nommé WebThreads. Cependant, une autre application similaire portait déjà ce nom, il fut donc changé en Phorum. La dénomination Phorum vient de la combinaison de « PHP » et de « forum ». Elle a été déposée sous licence GPL, bien que modifiée plus tard sous licence Phorum, de type BSD.
Comme le site dealmac.com a progressé, les demandes pour le logiciel également. Brian avait déjà commencé à écrire Phorum 2.0. Cependant, l'examen du code montra que cette version n'était pas à même de répondre aux besoins de dealmac.com, qui chargea alors Brian Moon de créer ce qui allait devenir Phorum 3.0. Les propriétaires du site étaient vraiment très ouverts aux principes du logiciel libre. Initialement, Phorum 3 a été développé par Brian Moon, avec l'aide de Jason Birch de Bar-None Drinks.
En 2001, Thoma Seifert de MySnip.de rejoint l'équipe, contribuant à un système interne de gestion d'utilisateurs dans Phorum. Précédemment, Phorum reposait sur des outils externes pour la gestion des utilisateurs.
La version 4 n'a jamais vu le jour, à cause de sérieux problèmes avec l'évolution du code. Brian et Thomas se sont alors concentrés sur la version 5, qui privilégie vitesse et extensibilité. Cette version permit d'offrir un produit comparable aux produits concurrents.
En septembre 2005, Maurice Makaay de Gitaar.net rejoint l'équipe de Phorum et contribue au système d'envois de message simplifié ainsi qu'à une amélioration du système de module de Phorum. Celui-ci apporte une solution flexible pour l'implémentation de fonctionnalités supplémentaires. De nombreuses fonctionnalités ont été ajoutées via des modules à installation et utilisation simple.
Phorum 5.2.x est la branche stable actuelle lors de la dernière modification de cette page. Beaucoup de changements ont été réalisés entre la version 5.1 et 5.2, notamment un nouveau thème d'affichage appelé "template" et l'ajout d'un API documenté pour le développement d'applications liées à Phorum. Attention, les thèmes et modules développés pour la version 5.1.x nécessitent d'être modifiés pour fonctionner avec la nouvelle version.
Récemment, Phorum a été choisi comme plateforme pour le forum de développement du projet MySQL (http://forums.mysql.com/).